# Platte Woods
Platte Woods is een plaats (city) in de Amerikaanse staat Missouri, en valt bestuurlijk gezien onder Platte County.

## Demografie
Bij de volkstelling in 2000 werd het aantal inwoners vastgesteld op 474.
In 2006 is het aantal inwoners door het United States Census Bureau geschat op 460, een daling van 14 (-3,0%).

## Geografie
Volgens het United States Census Bureau beslaat de plaats een oppervlakte van
1,0 km², geheel bestaande uit land.

## Plaatsen in de nabije omgeving
De onderstaande figuur toont nabijgelegen plaatsen in een straal van 8 km rond Platte Woods.